# Blanice (přítok Otavy)
Blanice (též Vodňanská Blanice, německy Flanitz a na dolním toku Blanitz) je jihočeská řeka, pravostranný a nejdelší i nejvodnější přítok Otavy. Délka toku činí 94,7 km a je tak 28. nejdelší řekou v Česku. Plocha povodí měří 863,9 km².

## Jméno řeky
Jméno vodního toku bylo odvozeno od přídavného jména blanná ve smyslu protékající blaněmi. Staročeské slovo blaně znamená vlhká louka či pastvina.

## Průběh toku
Řeka pramení v Želnavské hornatině na severním svahu Lysé u zaniklé sídlo bývalé osady Zlatá ve vojenském újezdu Boletice v nadmořské výšce 972 metrů. Teče severním směrem. U železniční zastávky Spálenec vtéká do Prachatické hornatiny, na jejímž západním okraji vytváří v úseku mezi Blanickým a Řepešínským mlýnem hluboké až kaňonovité údolí. V tomto úseku dosahuje svého největšího sklonu – mezi Blažejovicemi a Krejčovicemi je to 2,12 %. Nad Husincem na ní leží Husinecká přehrada. Pod Těšovicemi Prachatickou hornatinu definitivně opouští a protéká napříč Bavorovskou vrchovinou. U Krašlovic vtéká do Českobudějovické pánve, kde vytváří četné volné meandry, mrtvá ramena a tůně. Ústí zprava do Otavy u Putimi na říčním kilometru 32,8 v nadmořské výšce 362 metrů.

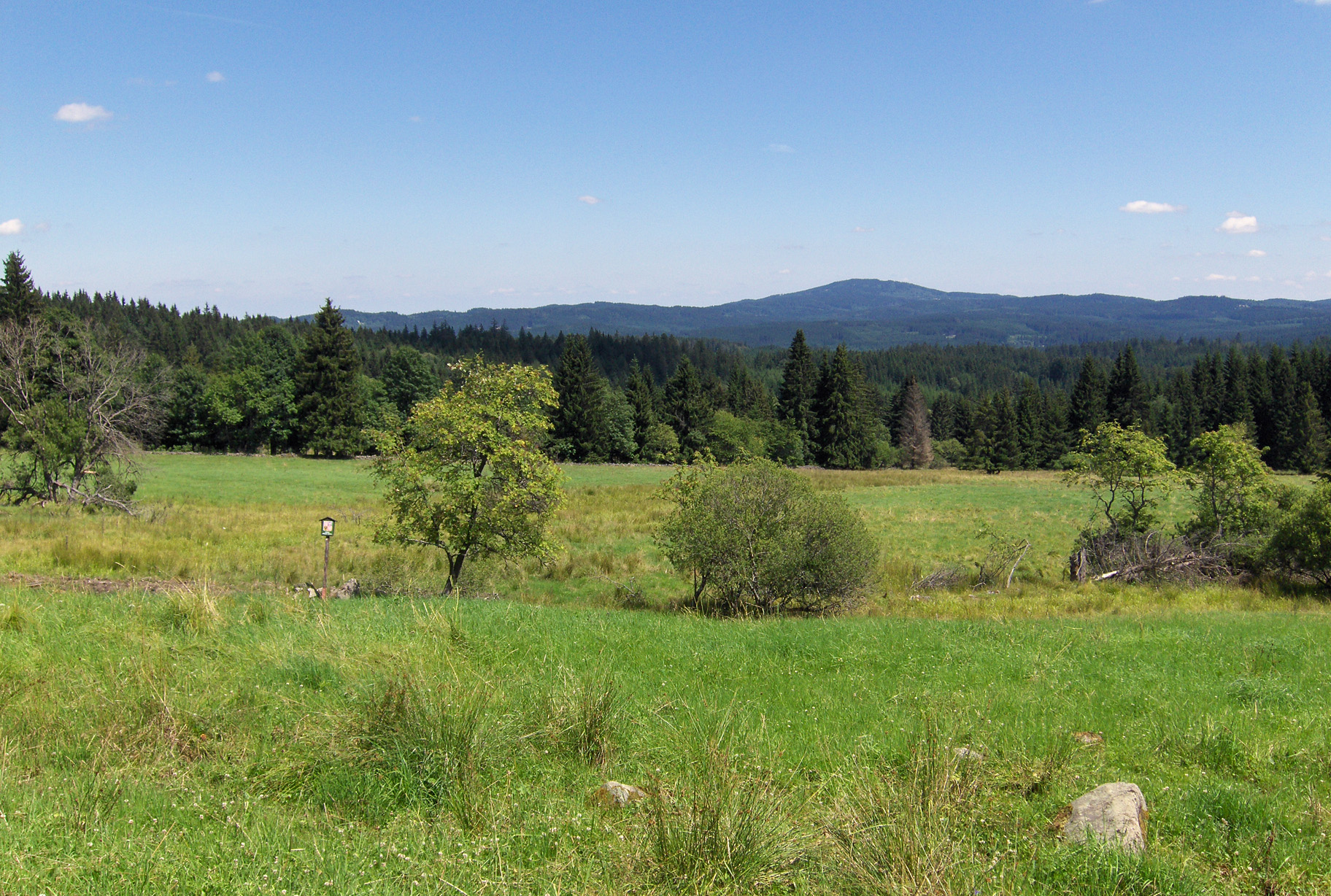
Pramenná oblast Blanice
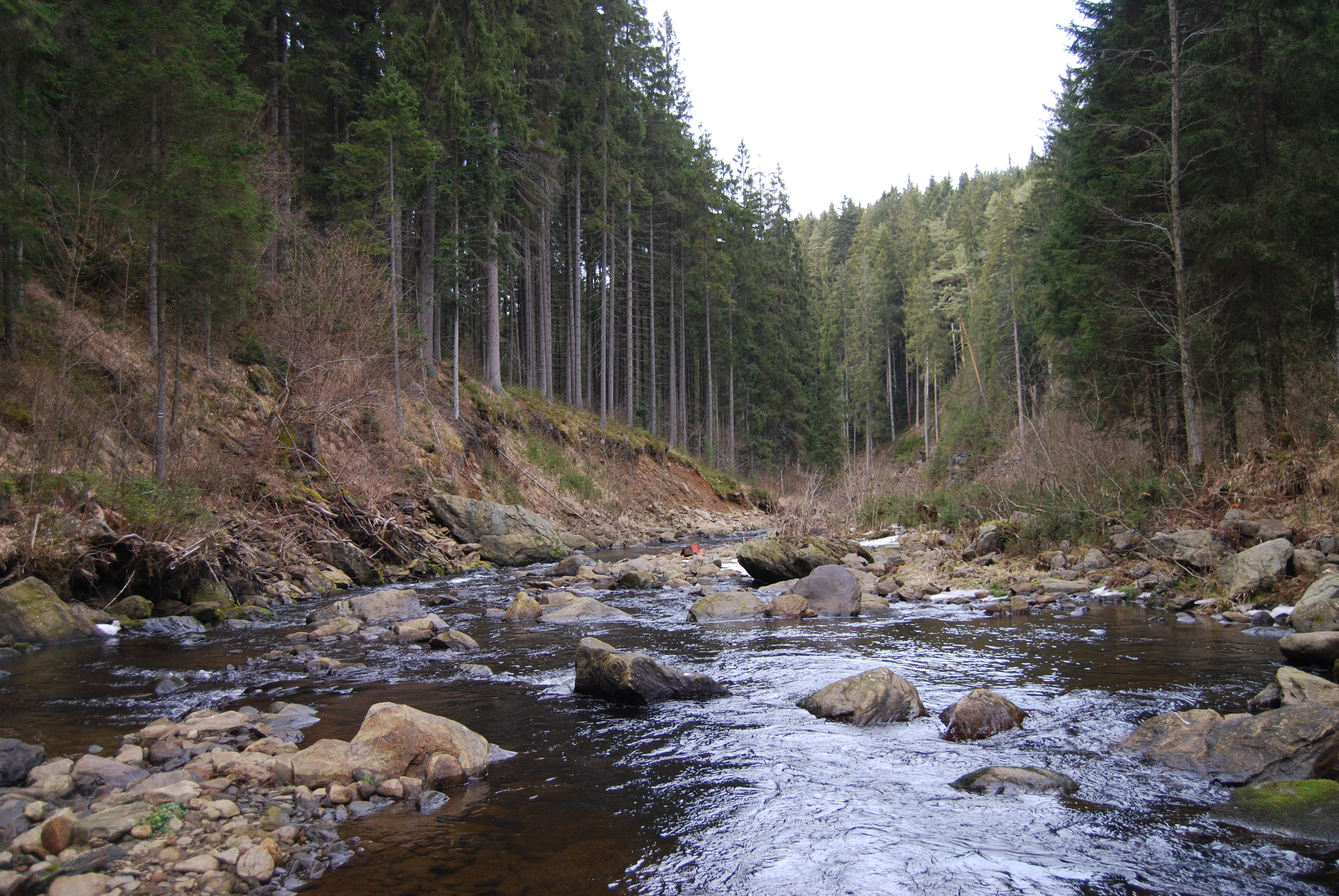
Horní tok řeky u zříceniny hradu Hus
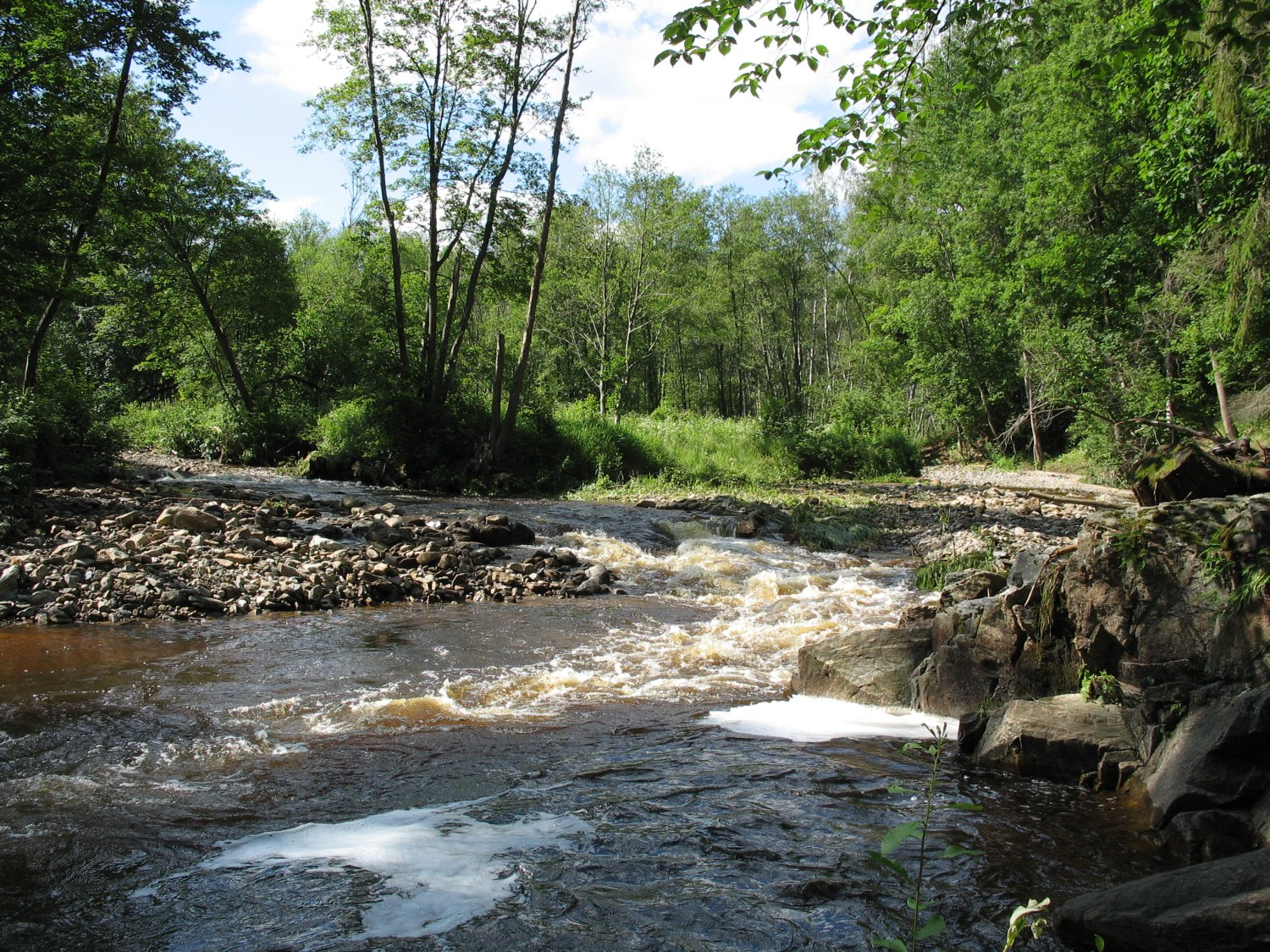
Blanice v přírodní rezervaci Kaňon Blanice
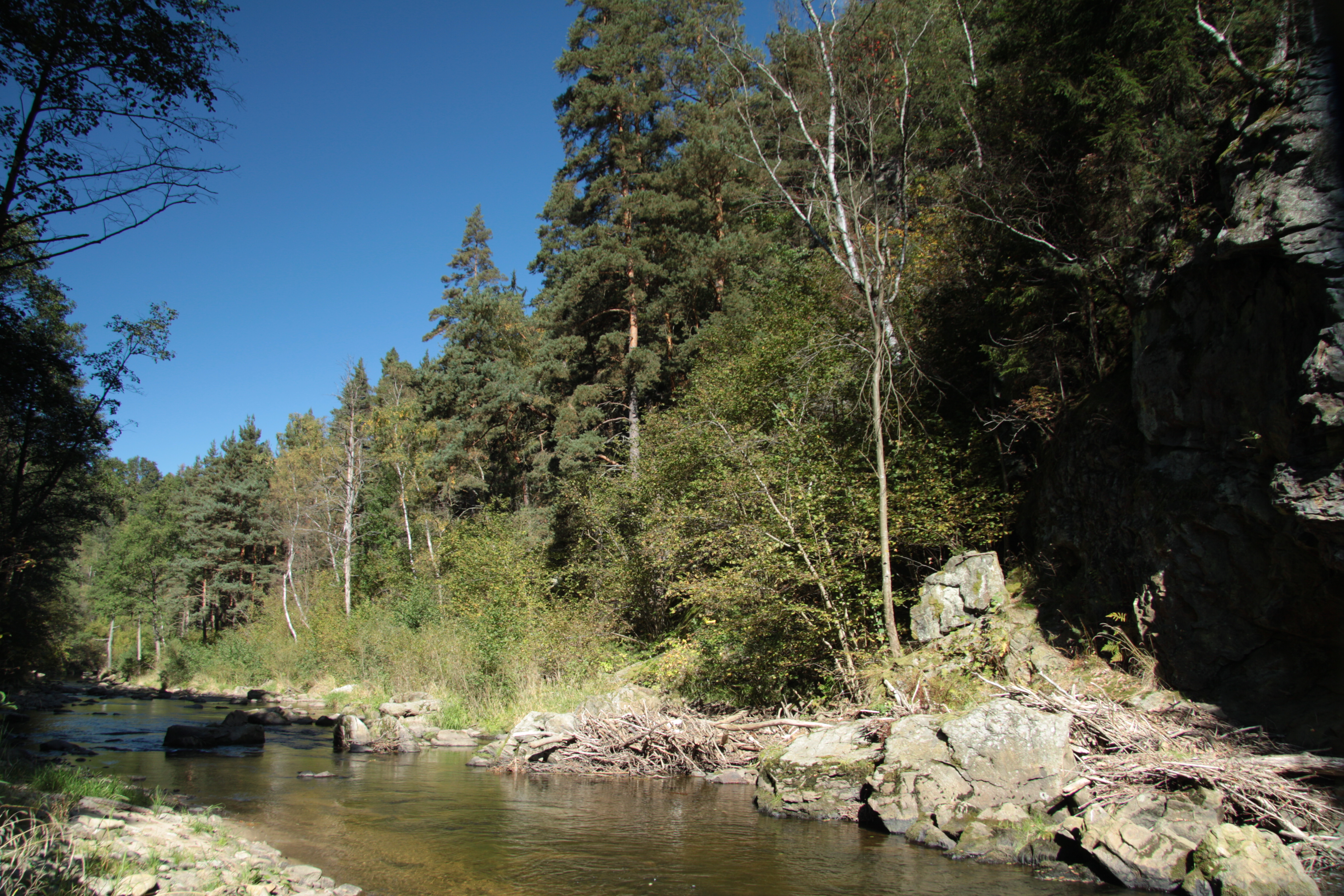
Přírodní památka Zábrdská skála
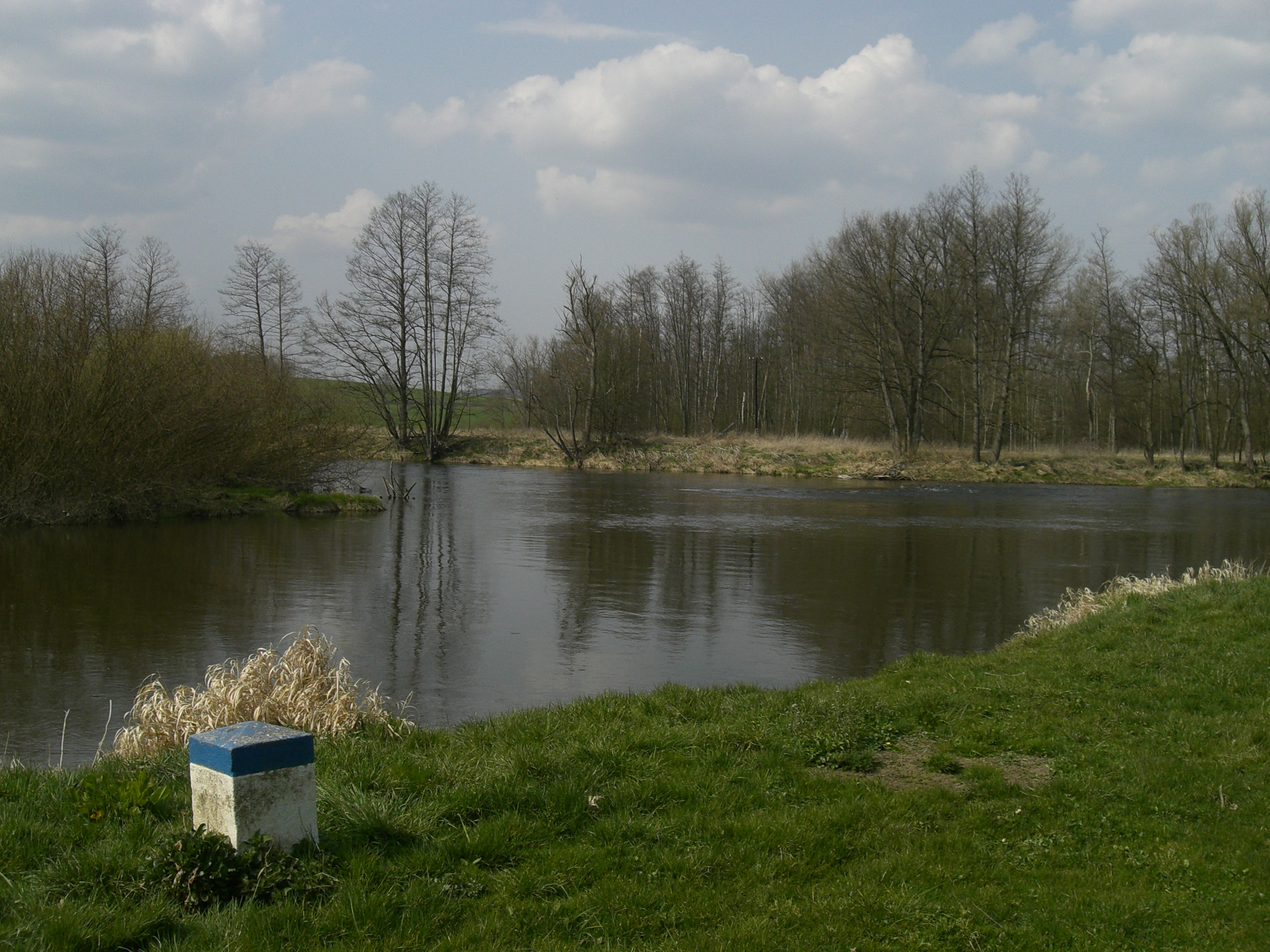
Soutok Blanice s Otavou

### Větší přítoky
- Puchéřský potok, zprava, ř. km 87,8[5]
- Cikánský potok, zleva, ř. km 63,8[6]
- Žárovenský potok, zleva, ř. km zhruba 60,7[pozn 3]
- Živný potok, zprava, ř. km 50,0[7]
- Libotyňský potok, zleva, ř. km 45,8[1]
- Dubský potok, zleva, ř. km 42,7[8]
- Zlatý potok, zprava, ř. km 41,0[9]
- Bílský potok, zleva, ř. km 33,3[10]
- Radomilický potok, zprava, ř. km 19,4[11]
- Divišovka, zprava, ř. km 14,2[11]
- Tálínský potok, zprava, ř. km 11,6[10]
- Skalský potok, zleva, ř. km 5,6[12][pozn 4]

## Vodní režim

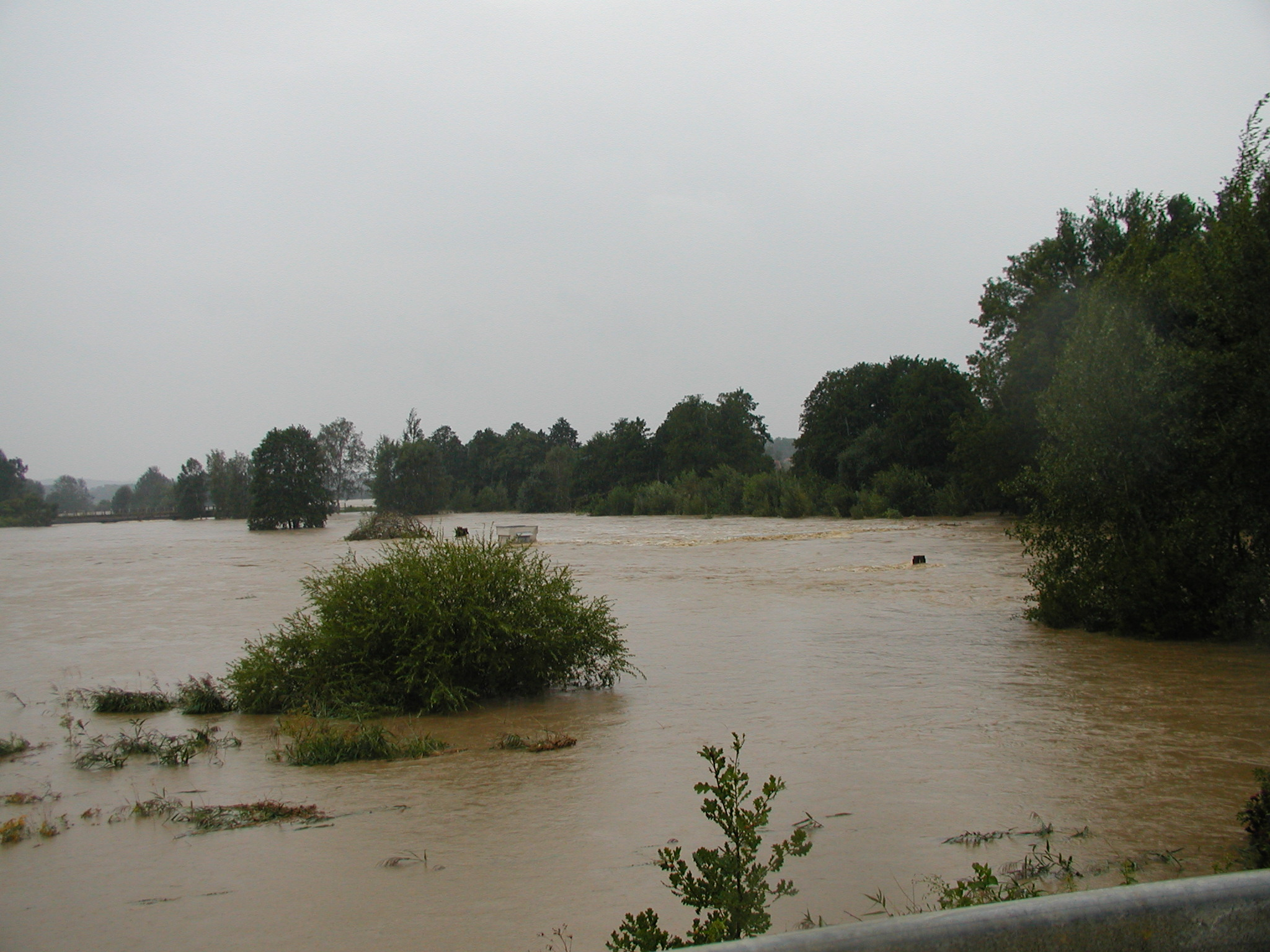
Blanice během povodní v roce 2002. Fotografováno z mostu přes Blanici před Protivínem

Průměrný průtok Blanice u obce Heřmaň na 4,2 říčním kilometru činí 4,65 m³/s.
Průměrné dlouhodobé měsíční průtoky Blanice (m³/s) ve stanici Heřmaň:
Průměrné měsíční průtoky Blanice (m³/s) ve stanici Heřmaň v roce 2013:
Hlásné profily:
| místo          | říční km | plocha povodí | průměrný průtok (Qa) | stoletá voda (Q100) |
| -------------- | -------- | ------------- | -------------------- | ------------------- |
| Blanický mlýn  | 77,10    | 85,47 km²     | 0,95 m³/s            | 111,0 m³/s          |
| Podedvory      | 62,15    | 202,72 km²    | 2,04 m³/s            | 165,0 m³/s          |
| pod VD Husinec | 57,80    | 212,28 km²    | 2,10 m³/s            | 171,0 m³/s          |
| Bavorov        | 37,90    | 500,60 km²    | 3,54 m³/s            | 250,0 m³/s          |
| Heřmaň         | 4,20     | 841,33 km²    | 4,65 m³/s            | 300,0 m³/s          |

## Život v řece

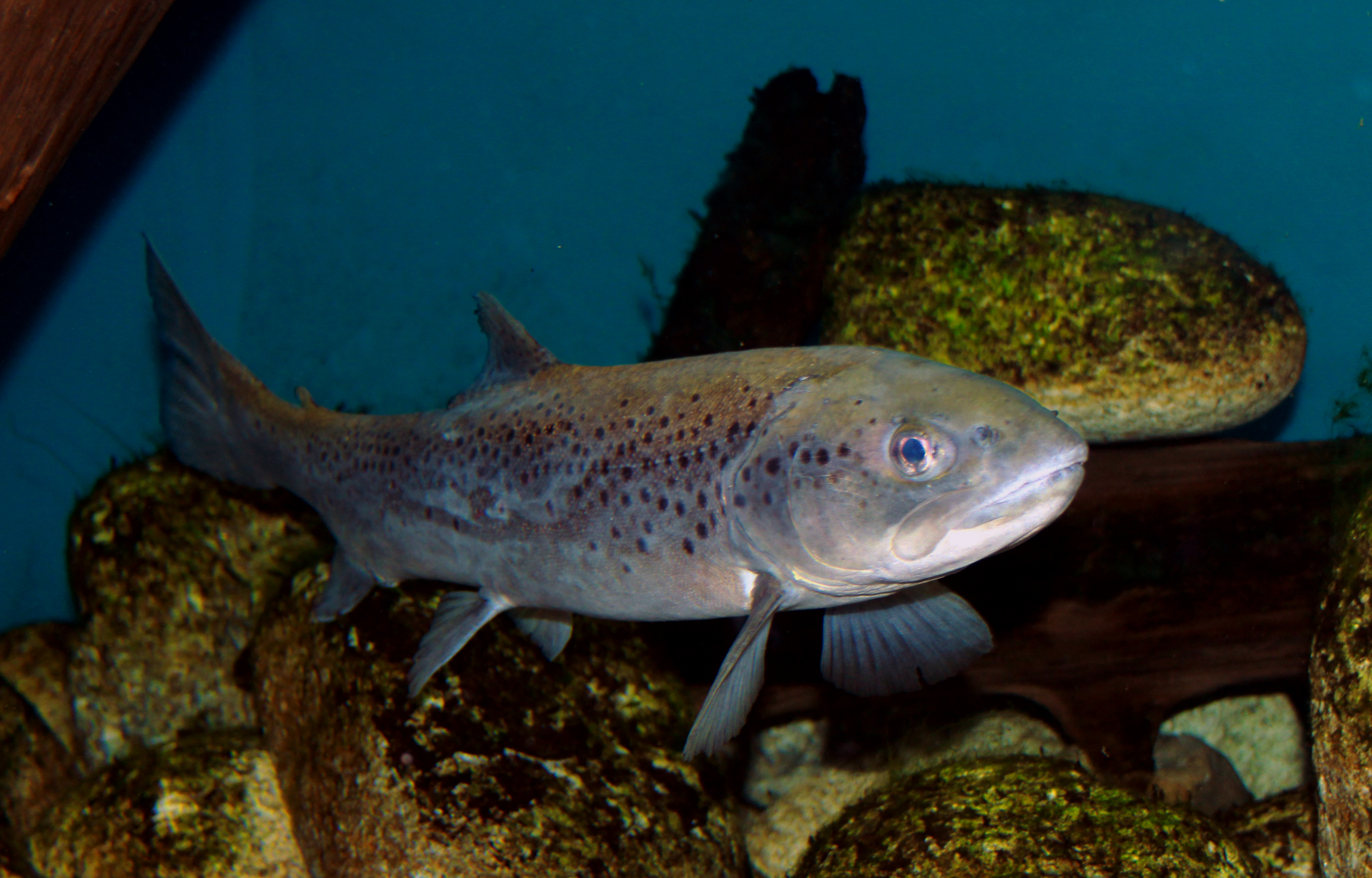
Pstruh obecný potoční

Blanice je řeka s největší populací perlorodky říční v České republice a po německé řece Lutter druhou největší ve střední Evropě. Podle Agentury ochrany přírody a krajiny ČR žije v Blanici zhruba 20 tisíc kusů perlorodek z celkových asi 100 tisíc v Česku. Hojnost perlorodek v Blanici je způsobena jednak čistotou vody – na horním toku v okolí Spálence a Arnoštova Blanice protéká krajinou s minimem osídlení a poměrně málo intenzívním zemědělstvím. Druhým důležitým faktorem je navzdory nadmořské výšce relativně teplá voda (v době rozmnožování musí být alespoň po dobu 10 dnů nad 15 °C). Dále je v řece protékající převážně luční krajinou dostatek potravy. Obecně se perlorodky zachovaly ve vyšších polohách a v horních částech toků, Blanice patří k posledním pěti místům v Čechách, kde ještě žijí (dále na Malši, Teplé Vltavě, ve Zlatém potoce a v povodí Rokytnice na Chebsku). Dalšími původními živočichy Blanice jsou pstruzi obecní, na jejichž žaberní oblouky se larvy perlorodek přichytávají a šíří se řekou. V minulosti žili perlorodky na Blanici i v Husinci, ale přehrada Husinecké nádrže je pro ně nepřekonatelnou překážkou.
V úseku mezi Horním Záblatím a Zábrdským mlýnem byl monitorován výskyt řady vzácných živočišných druhů – především vranka obecná, perlorodka říční, mihule potoční, střevle potoční, ledňáček říční a vydra říční, z dalších zvláště chráněných druhů živočichů byli zaznamenáni jelec jesen (v nadjezí Zábrdského jezu), mník jednovousý, pstruh potoční, ropucha obecná, ještěrka obecná (na lokalitě Zábrdská skála) a užovka obojková.
Tok řeky je chráněn v několika maloplošných chráněných územích. Začátek toku včetně několika přítoků leží v národní přírodní památce Prameniště Blanice. Dále to jsou národní přírodní památka Blanice na horním toku u Zbytin, níže se nachází přírodní rezervace Kaňon Blanice a v úseku mezi Horním Záblatím a Podedvorským mlýnem leží přírodní památka Blanice.

## Využití

### Doprava

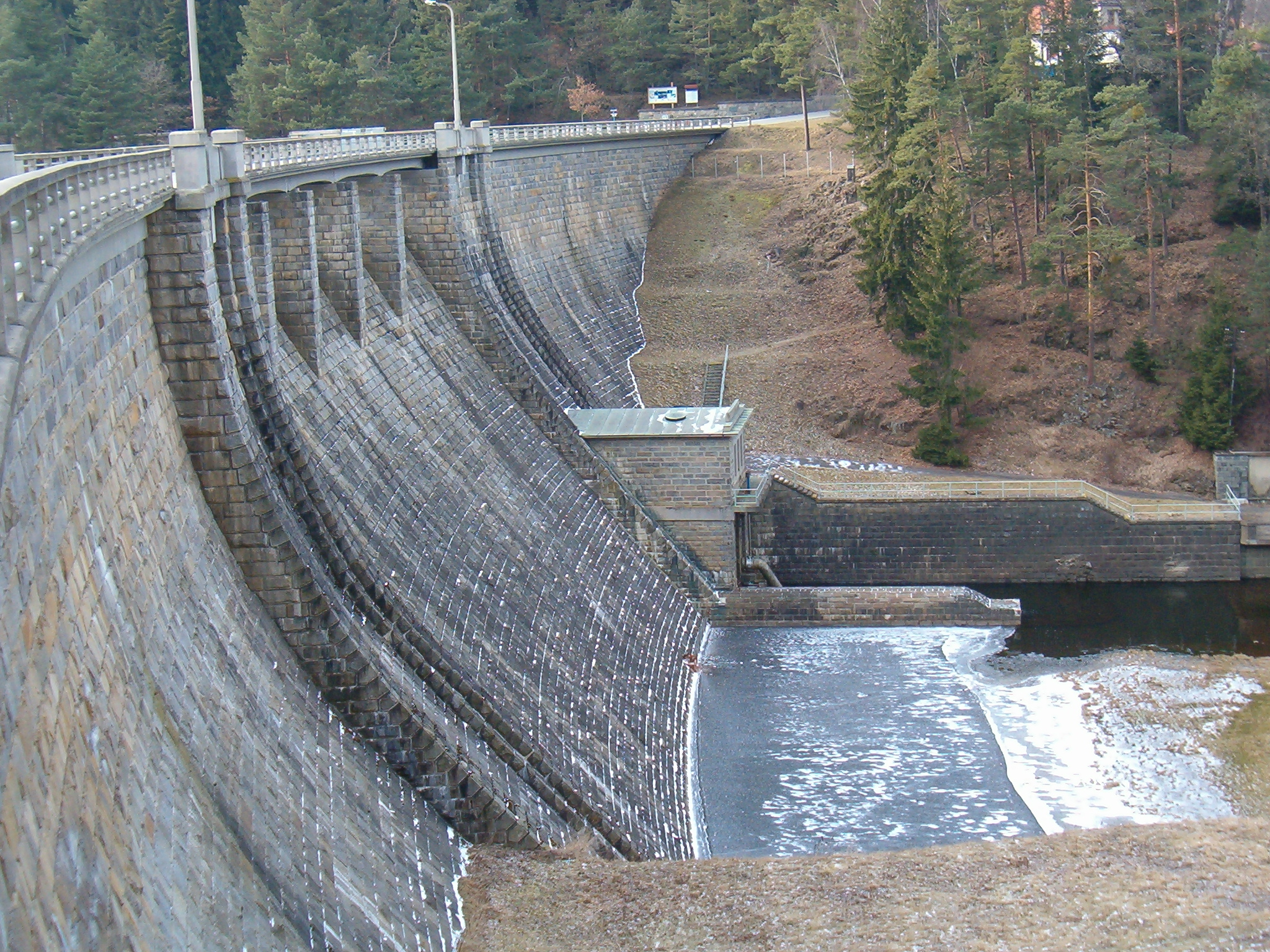
Vodní nádrž Husinec

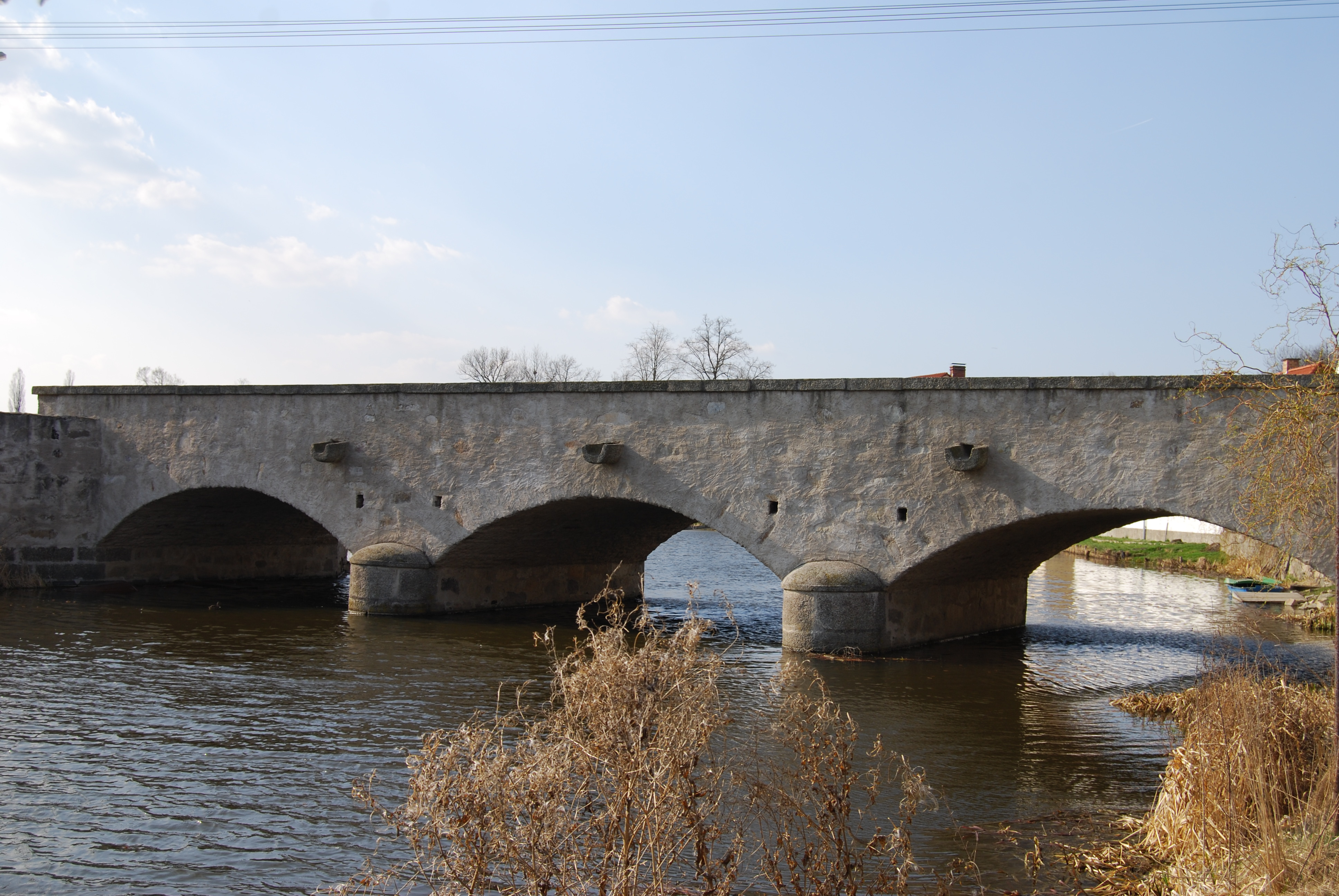
Kamenný most v Putimi z roku 1864

Povodím řeky Blanice vedla jedna z nejstarších solných stezek na Šumavě, obchodní cesta z Pasova přes Prachatice do Písku a dále do Prahy, která sloužila lidem již v době předhistorické. V době historické byla využívána nejpozději od 10. století. Nazývala se Via Bohemica a později Zlatá stezka (Via aurea). Blanici tato cesta překonávala u pozdější osady Cudrovice a hradu Hus a podél jejího toku vedla od Těšovic k Protivínu. Z Volar od této trasy odbočovala pašerácká cesta, která se vyhýbala celnici v Prachaticích a vedla přes Mlynářovice, Krejčovice a odtud podél údolí Blanice až do Husince. V současnosti průběh bývalé Zlaté stezky z velké části kopíruje silnice II/141.

### Mlýny

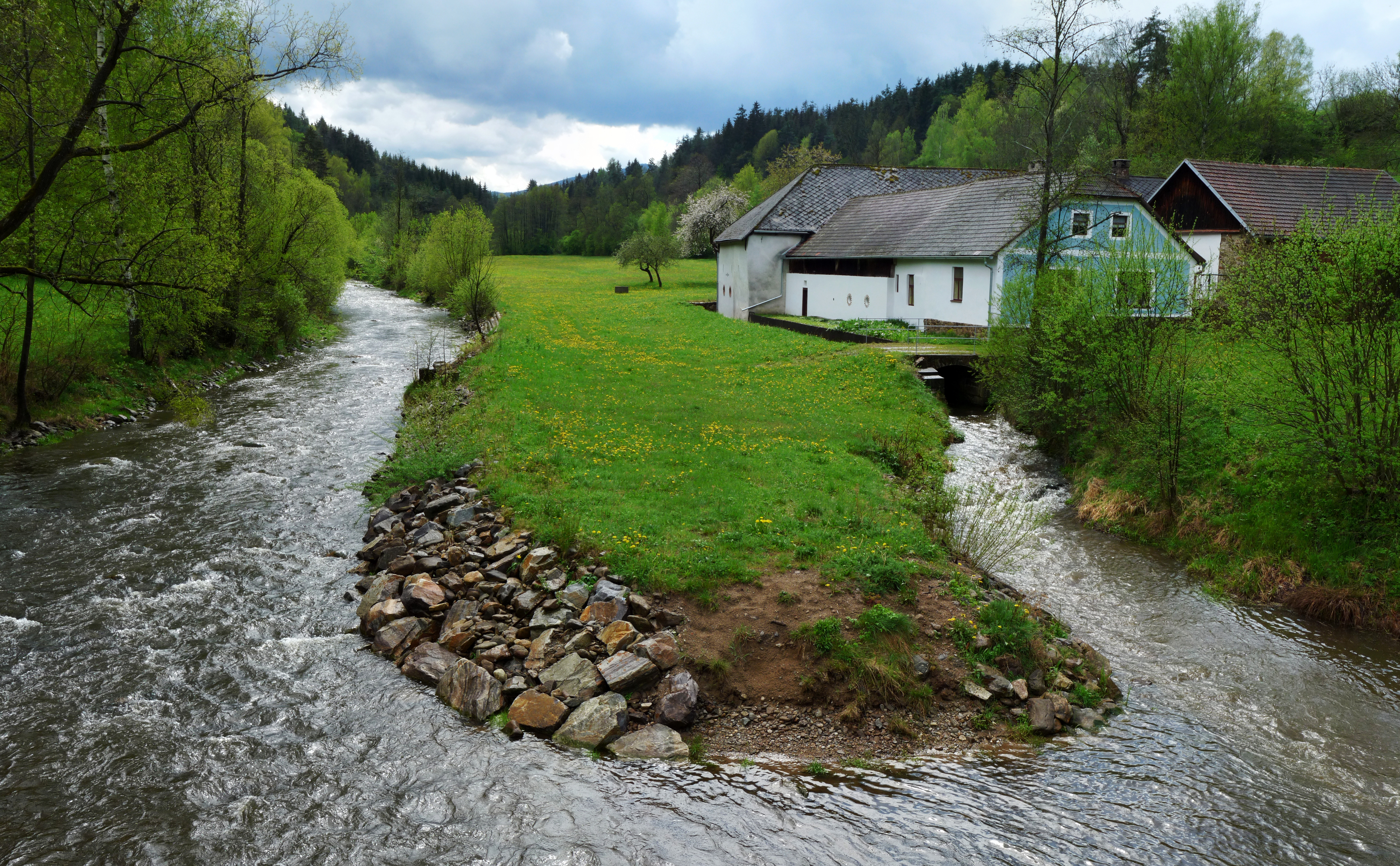
Zábrdský mlýn

Mlýny jsou seřazeny po směru toku řeky.
- Blanický mlýn – Zbytiny, okres Prachatice
- Řepešínský mlýn – Řepešín, okres Prachatice
- Zábrdský mlýn – Zábrdí, okres Prachatice
- Podedvorský mlýn – Dvory, okres Prachatice
- Hanušův mlýn – Těšovice, okres Prachatice, kulturní památka
- Mauricův mlýn – Těšovice, okres Prachatice, kulturní památka
- Ducháčův mlýn – Bavorov, okres Strakonice, kulturní památka
- Rozboudovský mlýn – Svinětice (Bavorov), okres Strakonice
- Benešovský mlýn – Heřmaň, okres Písek

### Rybářství
Na Blanici je pstruhový revír Blanice Vodňanská 7 (20 km, od konce maximálního vzdutí vodní nádrže Husinec v místech pod dětským táborem Rechle až k železničnímu mostu zastávky Spálenec), a mimopstruhové revíry Blanice Vodňanská 6 - údolní nádrž Husinec (5 km), Blanice Vodňanská 4 (9 km, od Rozboudovského mlýna u Svinětic až k druhému jezu nad mlýnem Blanice v k. ú. Blanice), Blanice Vodňanská 3 (14 km, od jezu nad betonovým mostem v Milenovicích až k bývalému Rozboudovskému mlýnu), Blanice Vodňanská 2 (12 km, od jezu Benešovského mlýna u železničního mostu trati Písek – Protivín až k jezu nad betonovým mostem v Milenovicích), Blanice Vodňanská 1 (6,6 km, od ústí do Otavy u Zátaví až k jezu Benešovského mlýna).

### Vodáctví
Pro vodáky je Blanice sjízdná od Spálence v délce 83 km. Za vodácky nejhezčí je považován horní úsek k vodní nádrži Husinec. Obvyklý začátek splouvání je u mostu u Blažejovic, kde se Blanice mění z klidného meandrujícího toku v prudkou řeku s balvanitým korytem a s přehlednými kaskádami až WW III. Řeka v tomto úseku až k Záblatí protéká CHKO Šumava, ale plavba není nijak omezena a závisí tak pouze na stavu vody, který zde bývá příznivý jen na jaře a po deštích. K nebezpečím tohoto téměř 20 km dlouhého úseku patří balvanovité kaskády a popadané stromy, proto jej lze doporučit jen zkušeným vodákům.
Méně obtížný je střední úsek řeky od hráze vodní nádrže Husinec do Strunkovic nad Blanicí (délka 10 km, svižný tok s občasnými peřejemi do WW II). Navíc v závislosti na vypouštění z přehrady je sjízdný častěji než horní úsek. Ze Strunkovic lze pokračovat do Vodňan (délka 17 km, pěkný meandrující tok s postupně se snižujícím sklonem, WW I a ZWC). Určitou nevýhodu úseku Husinec – Vodňany představují četné jezy. Jsou to převážně staré klasické jezy s šikmou spádovou deskou, v horní části někdy i se sjízdnými propustmi. Zároveň s postupným uklidňováním toku přibývá na tomto úseku směrem po proudu vrbiček. Zhruba do Svinětic nečiní vegetace větší překážky, ale na posledních kilometrech mezi kempem Pražák a Vodňany se již vyskytuje i několik velmi obtížně průjezdných míst.
Od Vodňan až k ústí do Otavy protéká Blanice převážně regulovaným korytem a jsou na ní nesjízdné jezy a nízké stupně, pod kterými se mohou tvořit nepříjemné válce. Tento úsek tudíž už vodácky atraktivní příliš není.

### Těžba zlata
V řece Blanici se ve středověku rýžovalo zlato. V nivě Blanice jsou zachovány zbytky středověkých rýžovnických sejpů. V 16. století se v okolí Blanice provádělo dolování. Ještě v roce 1764 existoval zlatý důl sv. Antonín u Záblatí. Poslední pokusy o dolování se konaly v letech 1816–1820 u Zvěřenic, ale pro špatný výsledek byla těžba zastavena.

## Osídlení
Blanice protéká následujícími vesnicemi a městy: Arnoštov, Spálenec, Záblatí, Husinec, Těšovice, Strunkovice nad Blanicí, Blanice, Bavorov, Krašlovice, Vodňany, Milenovice, Protivín, Myšenec, Maletice, Heřmaň a Putim. Největšími městy na řece jsou Vodňany se sedmi tisíci obyvatel a Protivín s pěti tisíci obyvatel.